# Ассоциация кинокомпаний
Ассоциация кинокомпаний (англ. Motion Picture Association) (ранее известна как Motion Picture Producers and Distributors of America, Motion Picture Association of America) — американская некоммерческая организация, основанная в 1922 году и объединяющая крупнейших кинопроизводителей, призванная отстаивать их бизнес-интересы. Членами кино-ассоциации являются 7 крупнейших голливудских компаний (на 2025 год):
- Amazon Prime Video и Amazon MGM Studios
- Netflix
- Paramount Pictures
- Sony Pictures
- Universal Pictures
- Walt Disney Studios
- Warner Bros.

Ассоциация известна собственной системой прокатных рейтингов фильмов. В настоящее время деятельность организации сосредоточена главным образом на охране авторских прав и лоббировании ужесточения законодательства в этой сфере. Является членом Международного альянса интеллектуальной собственности.
Контактный адрес: 1600 I STREET NW, WASHINGTON, D.C. 20006